# ネ・オブリヴィスカーリス
ネ・オブリヴィスカーリス（ネイ・オブリヴィスカリス、Ne Obliviscaris）は、オーストラリアのヘヴィメタルバンド。グラウル、クリーンボーカル、ヴァイオリンを駆使した楽曲を特徴とする。バンド名は「忘れることなかれ」を意味するラテン語。2003年4月に、ゼノーとアダム・クーパーによって結成された 。クリーンボーカルとヴァイオリンを担当するティム・チャールズは2003年9月に加入した。2025年2月、バンド創設メンバーの一人であるゼノーが脱退。後任に、ブラック・クラウン・イニシエイトなどでも活動中のジェームス・ドートンが加入した。

## 作品

### アルバム
- Portal of I (2012)
- Citadel (2014)
- Urn (2017)[4]
- Exul (2023)